# 5369 Virgiugum
5369 Virgiugum là một tiểu hành tinh vành đai chính với chu kỳ quỹ đạo là 1238.9330157 ngày (3.39 năm).
Nó được phát hiện ngày 22 tháng 9 năm 1985.